# دارا حسنين
دارا حسنين (مواليد 1 أبريل 1996) هي لاعبة سباحة إيقاعية مصرية، مثّلت مصر في أولمبياد ريو دي جانيرو 2016 وحلت مع منتخب مصر في المركز السابع.

## روابط خارجية
- دارا حسنين على موقع أوليمبيديا (الإنجليزية)